# David Selberg
David „Durre“ Selberg (* 6. Juni 1995; † 17. Juni 2018) war ein schwedischer Eishockeyspieler, der für den Piteå HC und den Luleå HF aktiv war und für letztgenannten in der Svenska Hockeyligan debütierte.

## Karriere
David Selberg wurde am 6. Juni 1995 geboren und spielte in seiner Jugend unter anderem für den Piteå HC aus der nordschwedischen Stadt Piteå. Dort war er noch in der Saison 2010/11 für die U-18-Mannschaft aktiv, ehe er zur Spielzeit 2011/12 in den Nachwuchsbereich des Luleå HF wechselte. Neben Einsätzen in der J18 Elit, der höchsten Spielklasse für schwedische U-18-Mannschaften, absolvierte er auch Spiele in der J18 Allsvenskan, der Winterserie, für die sich jeweils die fünf besten Mannschaften der jeweiligen Staffeln der Liga qualifizieren. Bewerbsübergreifend kam er dabei in 40 Ligaspielen zum Einsatz und steuerte elf Treffer sowie zehn Assists bei. In der einsatzreichen Saison 2012/13 kam Selberg nicht nur in der J18 Elit und der J18 Allsvenskan zum Einsatz, sondern war auch ein Stammspieler der U-20-Mannschaft mit Spielbetrieb in der J20 SuperElit. Neben bewerbsübergreifend 26 Meisterschaftsspielen, zehn Toren und 13 Torvorlagen für die U-18, absolvierte er auch für die U-20 26 Ligapartien und kam auf fünf Treffer und sieben Assists.
In der Spielzeit 2013/14 avancierte er zum Stammspieler der U-20-Mannschaft, für die er es bei 36 Ligaeinsätzen zu sieben Toren und fünf Vorlagen brachte. Aufgrund seiner Leistungen stieg er in dieser Saison auch in den Profikader auf und debütierte am 26. Oktober 2013 bei einer 2:3-Niederlage in der Overtime gegen MODO Hockey. Drei Tage später war er auch bei einer 0:3-Heimniederlage gegen den Skellefteå AIK im Einsatz und absolvierte am 12. November 2013 bei einer 1:3-Heimpleite gegen den Frölunda HC sein drittes Spiel in der schwedischen Erstklassigkeit. Darüber hinaus wurde er in dieser Saison an seinen Ex-Klub Piteå HC verliehen, kam für diesen in der Herrenmannschaft zum Einsatz und absolvierte für diese zwölf Spiele in der drittklassigen Division 1. 2014/15 absolvierte er wieder vorwiegend in der U-20-Mannschaft von Luleå HF, wurde aber Ende Oktober 2014 abermals an den Piteå HC verliehen. Nachdem die Leihe anfangs nur für ein Meisterschaftsspiel galt, wurde die Leihdauer in weiterer Folge verlängert, sodass Selberg zu mehr Spielpraxis kam. Neben Play-off-Einsätzen für das U-20-Team des Klubs, absolvierte er auch eine Reihe von Spielen für die Herrenmannschaft. Im Mai 2015 wurde daraufhin der fixe Wechsel zum Piteå HC, bei dem er einen Einjahresvertrag unterschrieben hatte, bekanntgegeben.
Umgehend wurde Selberg zur Stammkraft in der Defensive des Drittligisten und kam in der Saison 2015/16 bereits auf 32 Einsätze, drei Tore und fünf Assists in der Hockeyettan, so der nunmehrige Name der ehemaligen Division 1. Nachdem sein auslaufender Vertrag im Mai 2016 um ein weiteres Jahr verlängert wurde, agierte Selberg weiterhin als Stammspieler und brachte es auf eine Bilanz von einem Tor und fünf Torvorlagen aus 35 Meisterschaftsspielen. Nachdem er es mit seiner Mannschaft nach einem zweiten Platz in der Nord-Staffel im Herbst auf einen fünften Platz in der Nord-Staffel im Frühjahr gebracht hatte, kam die Mannschaft in den nachfolgenden Finalserien der Play-offs bis in die dritte Runde. Im Mai 2017 wurde sein abermals auslaufender Vertrag gleich um zwei weitere Jahre verlängert, woraufhin es Selberg zu Einsätzen in allen 38 Spielen der regulären Saison brachte und auch in elf Spielen der Kvalserien zum Einsatz kam. Am 18. Juni 2018 wurde das Ableben Selbergs kurz nach dessen 23. Geburtstag bekanntgegeben; er beging Suizid.
Seine jüngere Schwester Linnea (* 1999) ist eine Fußballspielerin, die bislang in der höchsten schwedischen Frauenfußballliga und auf internationaler Ebene auch im schwedischen Juniorenbereich zum Einsatz gekommen ist.